# Кохила (станция)
Кохила (эст. Kohila raudteejaam) — железнодорожная станция в посёлке Кохила на линии Таллин — Рапла — Вильянди/Пярну. Находится на расстоянии 33 км от Балтийского вокзала.
На станции Кохила расположены два низких перрона и четыре пути, имеется также ответвление, ведущее к фанерному комбинату. На станции останавливаются все пассажирские поезда юго-западного направления. Из Таллина в Кохила поезд идёт 40-42 минуты, скорый — 32-37 минут.

## История
Станцию Койль (ныне Кохила) и узкоколейную железную дорогу Ревель−Феллин построили в 1900 году. В конце 1960-х годов узкоколейку перешили на широкую колею. В 1906−1970 гг. от станции к бумажной фабрике вело узкоколейное ответвление, которое затем перешили на широкую колею и использовали до конца 1990-х годов.

## Здание вокзала
Старое здание вокзала было сооружено в 1901 году. Здание было построено по подобию вокзалов Выхма, Кяру, Сурью, Лелле и др. В скором времени была сооружена пристройка, и в таком виде вокзал просуществовал до весны 2012 года. На месте старого вокзала построили новое современное здание с парковкой для автомобилей и велосипедов.

## Фотогалерея

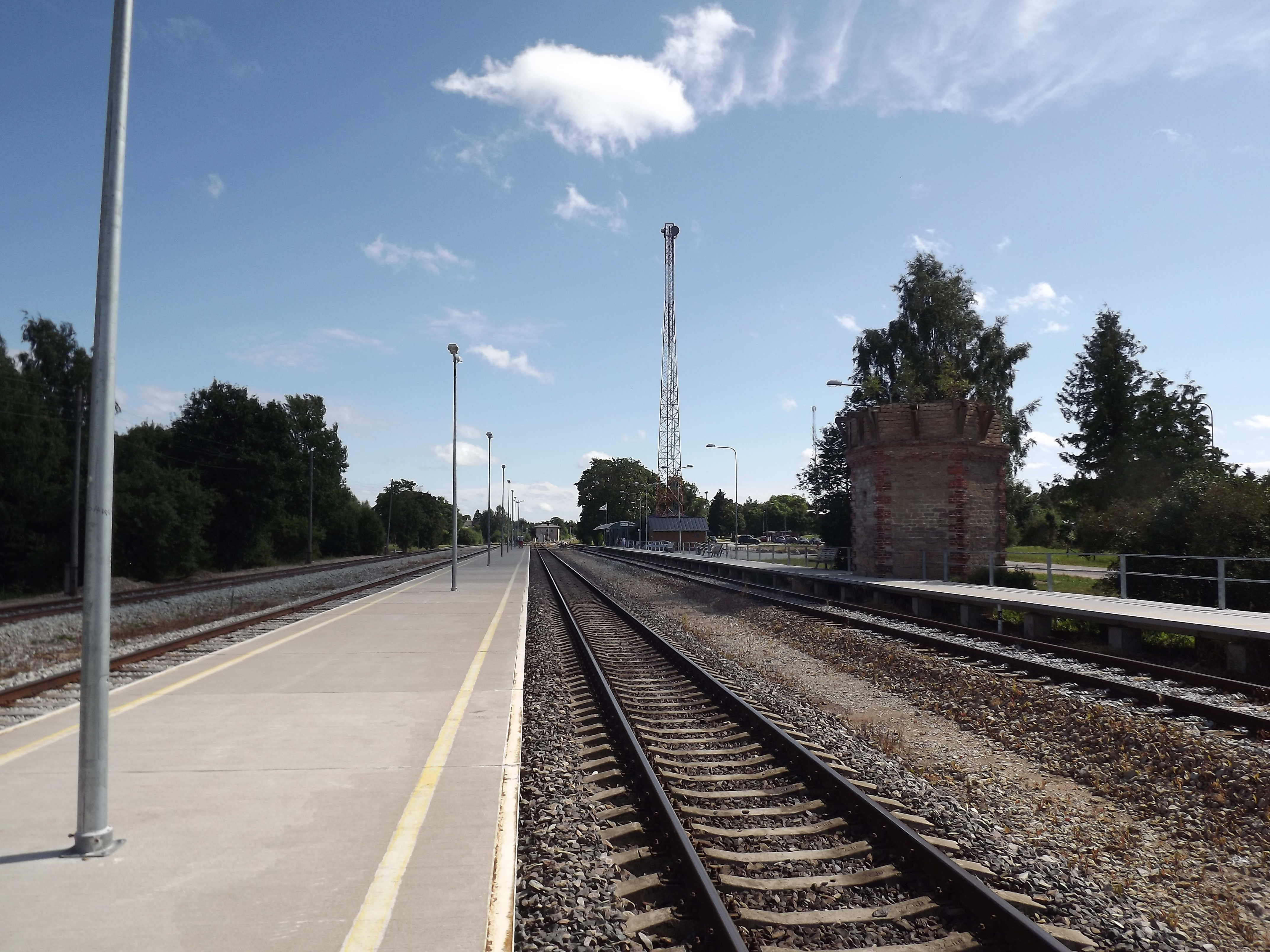
Перроны
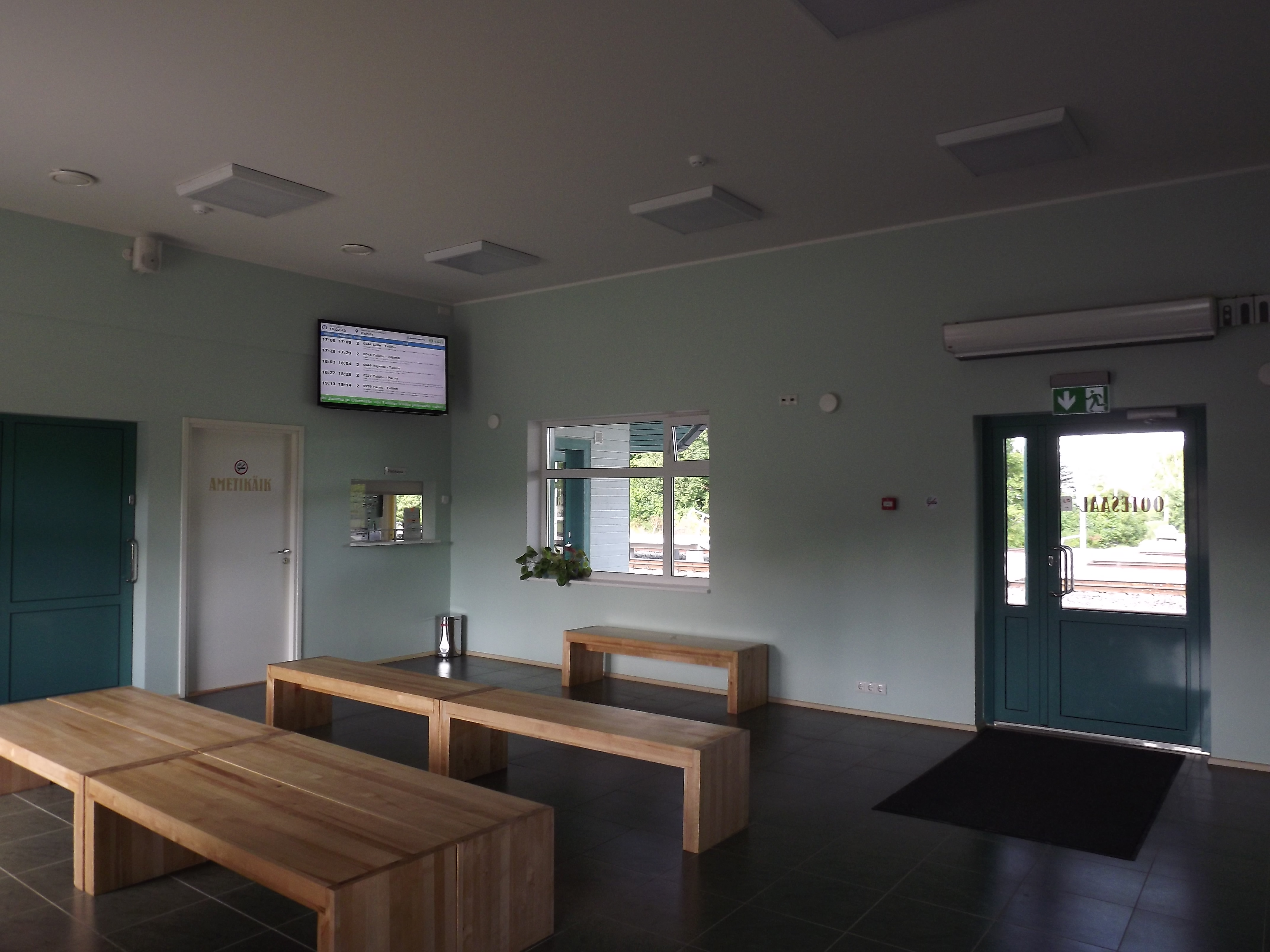
Зал ожидания
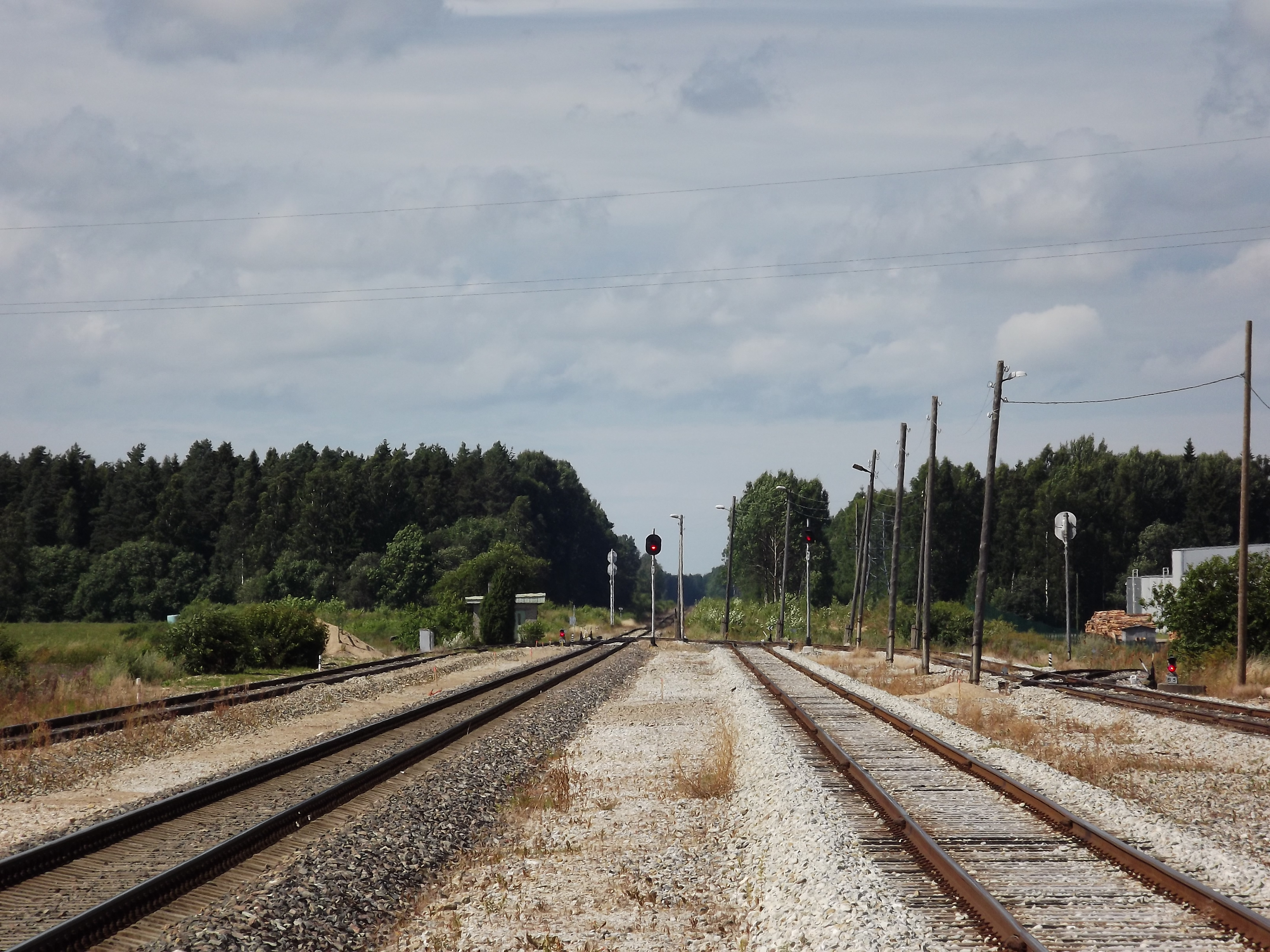
Вид в сторону Таллина
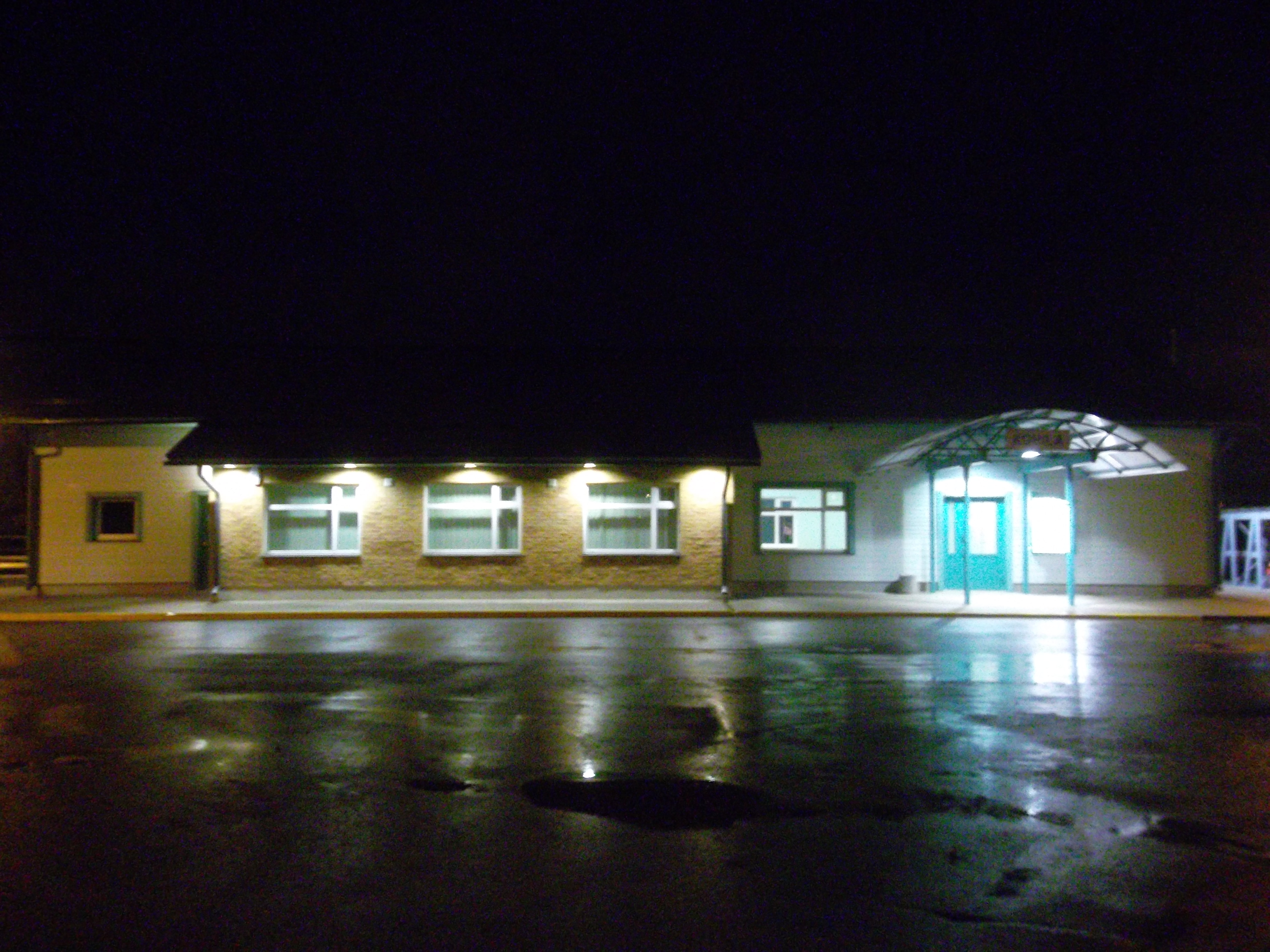
Вокзал ночью
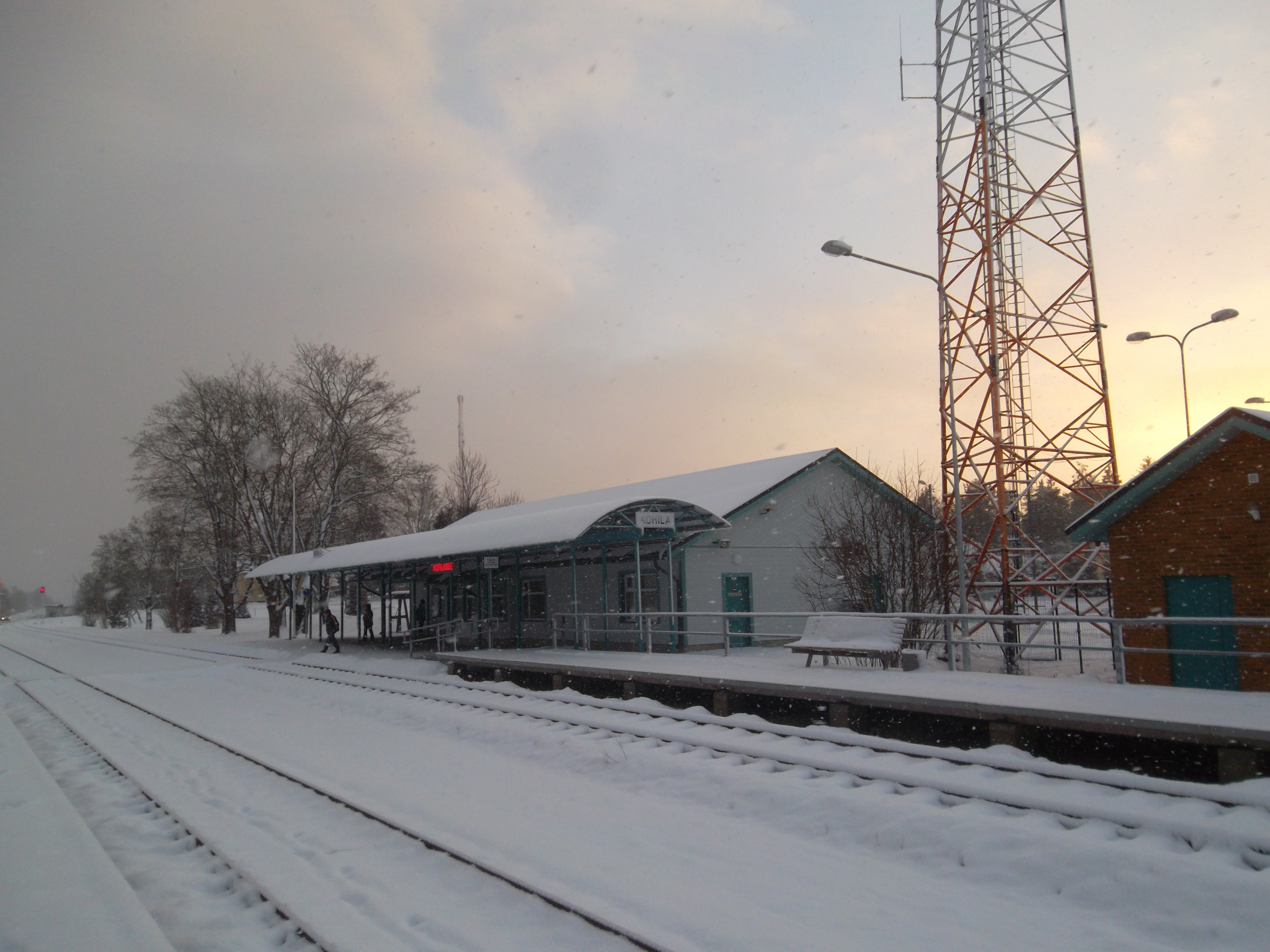
Вокзал зимой